# العلاقات الروسية الغينية
العلاقات الروسية الغينية هي العلاقات الثنائية التي تجمع بين روسيا وغينيا.

## مقارنة بين البلدين
هذه مقارنة عامة ومرجعية للدولتين:
| وجه المقارنة                                              | روسيا                                   | غينيا       |
| --------------------------------------------------------- | --------------------------------------- | ----------- |
| المساحة (كم2)                                             | 17.08 مليون                             | 245.86 ألف  |
| عدد السكان (نسمة)                                         | 146.80 مليون                            | 12.72 مليون |
| الكثافة السكانية (ن./كم²)                                 | 8.59                                    | 51.74       |
| العاصمة                                                   | موسكو                                   | كوناكري     |
| اللغة الرسمية                                             | اللغة الروسية                           | لغة فرنسية  |
| العملة                                                    | روبل روسي                               | فرنك غيني   |
| الناتج المحلي الإجمالي (بليون دولار)                      | 1.58 تريليون                            | 10.50 مليار |
| الناتج المحلي الإجمالي (تعادل القوة الشرائية) بليون دولار | 3.69 تريليون                            | 15.24 مليار |
| الناتج المحلي الإجمالي الاسمي للفرد دولار أمريكي          | 9.09 ألف                                | 531         |
| الناتج المحلي الإجمالي للفرد دولار أمريكي                 |                                         | 1.22 ألف    |
| مؤشر التنمية البشرية                                      | 0.798                                   | 0.411       |
| رمز المكالمات الدولي                                      | +7                                      | +224        |
| رمز الإنترنت                                              | .ru، .рф، .рус ‏، .su                    | .gn         |
| المنطقة الزمنية                                           | Magadan Time ‏، ت ع م+02:00، ت ع م+12:00 | 00          |

## منظمات دولية مشتركة
يشترك البلدان في عضوية مجموعة من المنظمات الدولية، منها:
| علم المنظمة | اسم المنظمة                        | تاريخ انضمام روسيا | تاريخ انضمام غينيا |
| ----------- | ---------------------------------- | ------------------ | ------------------ |
|             | مؤسسة التنمية الدولية              | 16 يونيو 1992      | 26 سبتمبر 1969     |
|             | يونسكو                             | 21 أبريل 1954      | 2 فبراير 1960      |
|             | مؤسسة التمويل الدولية              | 12 أبريل 1993      | 22 أكتوبر 1982     |
|             | منظمة حظر الأسلحة الكيميائية       | ?                  | ?                  |
|             | الأمم المتحدة                      | 24 أكتوبر 1945     | 12 ديسمبر 1958     |
|             | منظمة الشرطة الجنائية الدولية      | 27 سبتمبر 1990     | ?                  |
|             | البنك الدولي للإنشاء والتعمير      | 16 يونيو 1992      | 28 سبتمبر 1963     |
|             | الاتحاد البريدي العالمي            | ?                  | ?                  |
|             | وكالة ضمان الاستثمار متعدد الأطراف | 29 ديسمبر 1992     | 5 أكتوبر 1995      |
|             | منظمة التجارة العالمية             | 22 أغسطس 2012      | 25 أكتوبر 1995     |
|             | الفريق المعني برصد الأرض           | ?                  | ?                  |

## وصلات خارجية
- موقع وزارة الخارجية الروسية